# Нефёдов, Иван Никандрович
Иван Никандрович Нефёдов (27 марта [8 апреля] 1887, Иваново-Вознесенск, Владимирская губерния — 11 января 1976, Иваново) — русский и советский художник-пейзажист; член Союза Советских художников.

## Биография
Родился 27 марта 1887 года в Иваново-Вознесенске.
В 1906 году окончил Иваново-Вознесенское реальное училище и в том же году поступил в Московское училище живописи, ваяния и зодчества, где обучался у В. А. Серова, А. Е. Архипова, Н. А. Коровина, Н. А. Касаткина, Л. О. Пастернака, А. М. Корина, А. М. Васнецова и других. Среди соратников по учёбе были С. Судейкин, Н. Крымов, А. Герасимов, Д. Трубников (1885−1947), Л. Туржанский, И. Машков. В 1911 году участвовал в юбилейной 40-й выставке передвижников.
С 1912 по 1916 год учился в Высшем художественном училище при Императорской Академии художеств в Санкт-Петербурге (мастерская профессора Д. Н. Кардовского).1916 — 1917 гг. — служил в армии техником по маскировке на Псковском фронте, участвовал в Первой мировой войне.
Возвратился в город Иваново, где работал преподавателем Ивановского художественного училища, педагогического техникума, института народного образования, а также руководил рабочими студиями в клубах, участвовал в организации художественных выставок и оформительских работах города. В 1919 году, в качестве эскиза для герба города Иванова, художником был предложен образ девушки с прялкой (не утверждён).
23 сентября 1936 года арестован ОСО при НКВД СССР и приговорён по статье КРТД на срок 5 лет лишения свободы, которые отбывал с 17 января 1937 года в КомиКП-8 ч.1: Воркутинское отделение УхтПечлага. Освободился в 1941 году и вернулся к преподавательской деятельности.
Скончался 11 января 1976 года в Иванове.

## Творчество
В творчестве художника представлены пейзажи Владимирской, Ивановской, Костромской, Ярославской областей, Поволжья, Рязанского края, Урала, Крыма и Заполярного Севера.
Среди наиболее известных работ, находящихся в экспозиции Ивановского областного художественного музея — «Интерьер» (1912), «Раннее утро» (1912) и «Сумерки. Петроградская сторона» (1913). Среди более поздних работ мастера вызывают интерес «Васильсурское утро» (1931—1933), «Кинешемский элеватор» (1933), «Васильсурские дали» (1960), «Старое и новое Иваново» (1958), «Пристань Абезь» (1964).
Работы художника находятся также в Кинешемском художественно-историческом музее, Плёсском государственном историко-архитектурном и художественном музее-заповеднике, методическом фонде Ивановского художественного училища и других собраниях.
Выставки
- 1933 (Иваново)
- 1957—1977 гг. (Иваново)
- 1988 — выставка к 100-летию художника (Иваново[4])
- 2007 — персональная выставка к 120-летию художника (г. Плес)
- 2012 — выставка произведений И. Н. Нефедова, посвященная 125-летию со дня рождения художника (Иваново, Ивановский художественный музей[5])
- 2017 — выставка «Крамольный живописец» (Иваново, 27 апреля — 30 мая[6])
- 2018 — выставка картин репрессированных ивановских художников Николая Бурова, Александра Леонова и Ивана Нефёдова «Преодолевшие ад» (Плес).
- 2022 — выставка «Иван Нефёдов. Профессия — художник» к 135-летию со дня рождения (Иваново, ИОХМ, 29 апреля — 26 июня 2022 года[7])